# Черепник

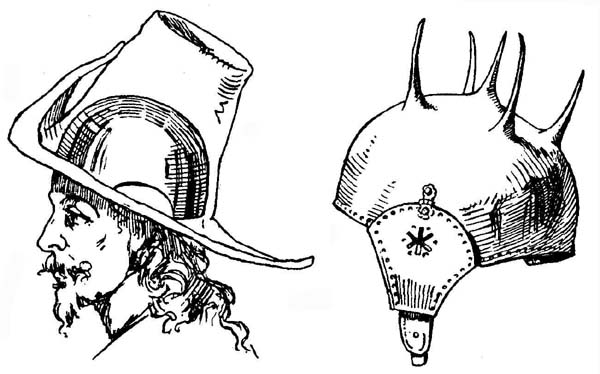
1 — немецкий кавалерист в черепнике под шляпой;
2 — итальянский черепник с 5 зубцами

Черепник — тип шлема, близкого к каске.
Представлял собой полусферическую тулью, плотно облегавшую голову, с небольшими вырезами для ушей. Эти шлемы носились под шляпами или беретами. Сверху они нередко снабжались пятью-семью высокими шипами, а иногда дополнялись наушами.
Появились в Италии в XVI веке под названием итал. cervelliera и итал. segretta in testa, где вошли в обычай носиться под шапками. К 1640 году распространились по всей Западной Европе и использовались кавалеристами.